# Pointe-Noire
Pointe-Noire là thành phố phía Tây Nam của Cộng hòa Congo, thủ phủ của Vùng Kouilou, bên Vịnh Pointe-Noire, một vịnh thuộc Đại Tây Dương. Thành phố này là hải cảng chính của Cộng hòa Congo và cũng là một trung tâm ngư nghiệp thể thao. Cảng Pointe-Noire bốc dỡ những mặt hàng như: cao su, dầu cọ, bông gòn, thuốc lá, cacao, đồng, chì, kẽm. Thành phố Pointe-Noire có các ngành: Đánh cá, sản xuất đồ gỗ, tinh lọc dầu cọ, chế biến thực phẩm, sản xuất xà phòng. Thành phố này là hải cảng phục vụ cho thủ đô Brazzaville, có đường sắt nối liền.
Các địa điểm và công trình nổi bật của Pointe-Noire có: Sở thú J. B. Lamarck, Bảo tàng Georges Brousseau và Nhà thờ Đức Bà Pointe-Noire.